# Иона Московский
Митрополи́т Ио́на (1390-е, погост Одноушево (ныне Солигаличский район Костромской области) — 31 марта 1461, Москва) — митрополит Киевский и всея Руси с 1448 по 1461 год; святой Русской церкви (канонизирован Макарьевским собором в 1547 году в чине святителя): память 31 марта, 27 мая (перенесение мощей), 15 июня и 5 октября (Собор Московских святителей) по юлианскому календарю.
Стал последним митрополитом, возглавлявшим единую Русскую церковь, и последним её первоиерархом, титуловавшимся «митрополитом Киевским и всея Руси».

## Биография
Родился в 1390-х годах в селе Одноушево близ Солигалича в семье служилого землевладельца по имени Феодор Одноуш. «Иона бысть родом от места города Галича, близ предел казанския земли, разстояния имея от солигаличския яко 6 верст на реке на Святице, родися от отца благочестива, именем Феодора, зовомаго Одноуша, идеже ныне погост по его имени Одноушево именуемое, его же той Одноуш дал в дом соборной церкви Пречистыя, иже на Москве». В 12 лет принял монашеский постриг в Благовещенском монастыре у погоста Унорож близ Галича. Через несколько лет перешёл в Симонов монастырь (Москва), где исполнял послушание пекаря.
С 1431 года — епископ Рязанский и Муромский.
По смерти в 1431 году митрополита Фотия де-факто возглавил Русскую Церковь: в 1432 году он именуется «нареченным в Святейшую митрополию Русскую». Однако междоусобная борьба за великокняжеский престол не позволили святителю выехать в Константинополь к патриарху Иосифу II для посвящения. Тем временем, осенью 1433 года литовский князь Свидригайло послал в Константинополь для посвящения в митрополита епископа Смоленского Герасима. Последний был возведён в Константинополе в сан митрополита всея Руси; но в 1435 году, заподозренный князем Свидригайло в измене, был умерщвлён. После кончины митрополита Герасима в Константинополь отправился епископ Иона; но, в 1437 году прибыв в столицу Империи, узнал, что патриарх Иосиф в 1436 году уже поставил на Русскую митрополию Исидора.
15 декабря 1448 года на Соборе русских епископов в Москве был избран митрополитом Киевским и всея Руси. Его кандидатура не была согласована с Патриархом в Константинополе. 

В 1458 году Москва отвергла предложение Литвы, привезённое Ивашенцем, о кандидатуре на пост митрополита Григория Болгарина, ученика митрополита Исидора.

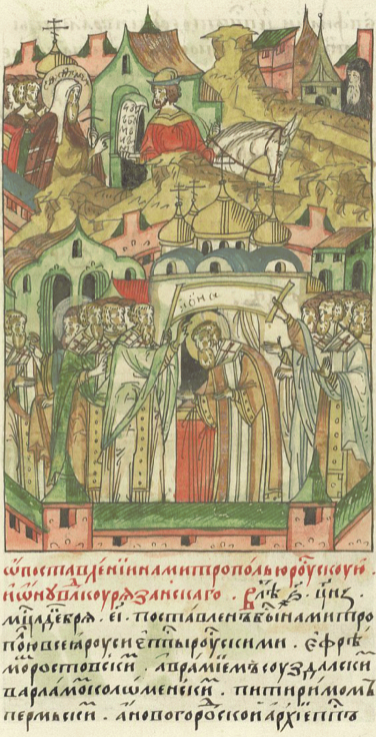
Посвящение Ионы в митрополиты

Постоянно проживал в Москве и стал последним святителем, имевшим кафедру в Москве, но носившим титул митрополита Киевского.
В 1459 году соборным решением закрепил новый порядок избрания первосвятителей-митрополитов — Собором русских епископов с согласия московского князя. Таким образом, было положено начало фактической автокефалии Русской церкви, которая отвергла Флорентийскую унию.
Митрополит Иона имел большое влияние на великого князя Василия II, активно участвовал в его деятельности по объединению разрозненных русских княжеств.
При митрополите Ионе были торжественно причислены к лику святых Русской церкви местночтимые святые митрополит Алексий, мощи которого были обретены нетленными при перестройке Чудова монастыря, начатой в 1431 году, и Сергий Радонежский.
Скончался 31 марта 1461 года.
Мощи митрополита были объектом паломничества до 1812 года, пока не были выброшены французскими захватчиками после взятия Москвы.

## Почитание
27 мая 1472 года при перестройке Успенского собора совершилось обретение его нетленных мощей (хранятся в Успенском соборе Московского Кремля); Пахомием Сербом была написана ему церковная служба и установлено его местное почитание. В 1547 году при митрополите Макарии он был прославлен для общецерковного почитания.
В 1596 году патриарх Иов установил празднование святителю Ионе в Соборе других Московских святителей 5 октября.